# 26e cérémonie des Oscars
La  26e cérémonie des Oscars du cinéma s'est déroulée le 25 mars 1954, conjointement au Pantages Theatre à Los Angeles et au NBC International Theatre (en) à New York.

## Palmarès

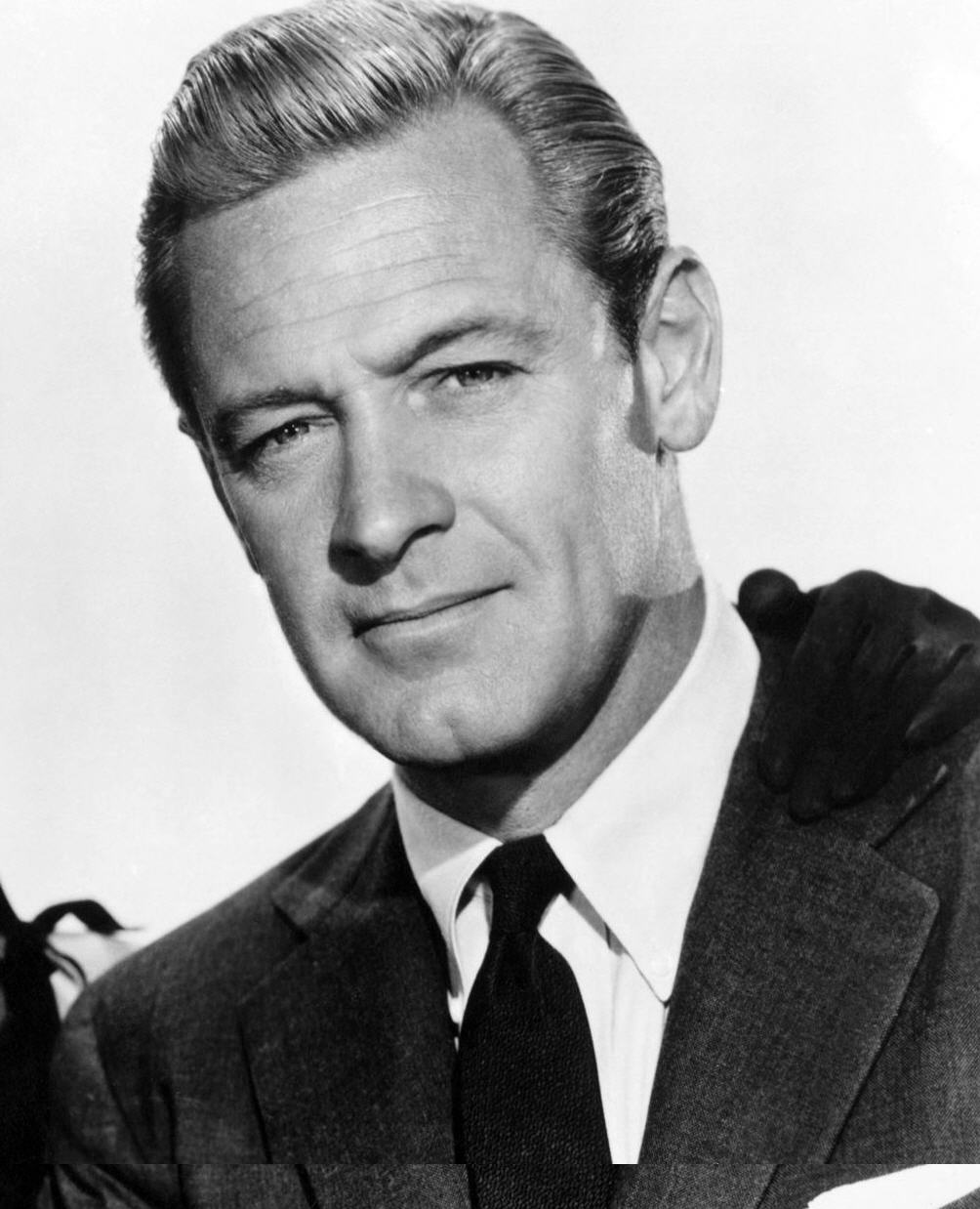
William Holden, Oscar du meilleur acteur en 1954.

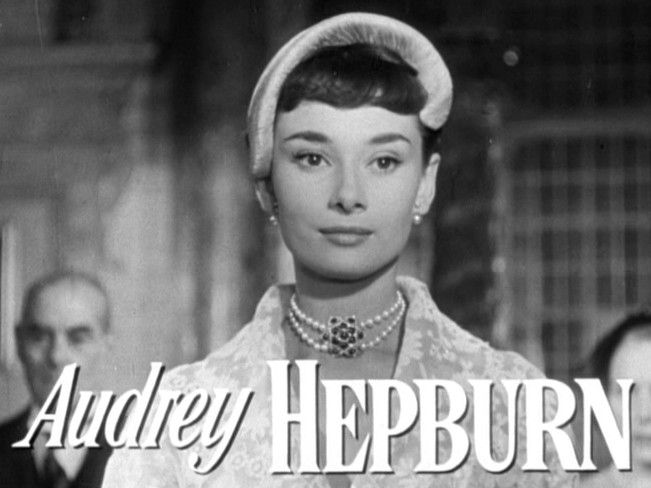
Audrey Hepburn dans Vacances romaines

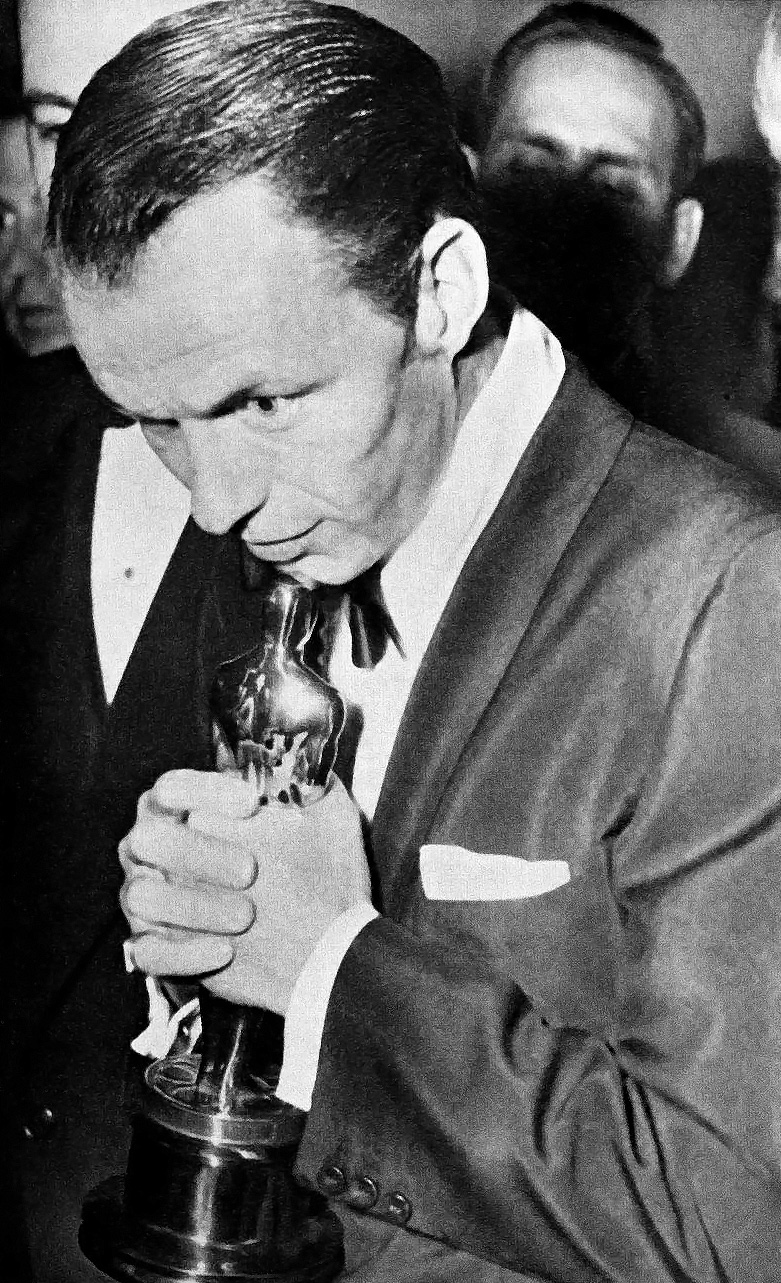
Frank Sinatra, Oscar du meilleur acteur dans un second rôle.

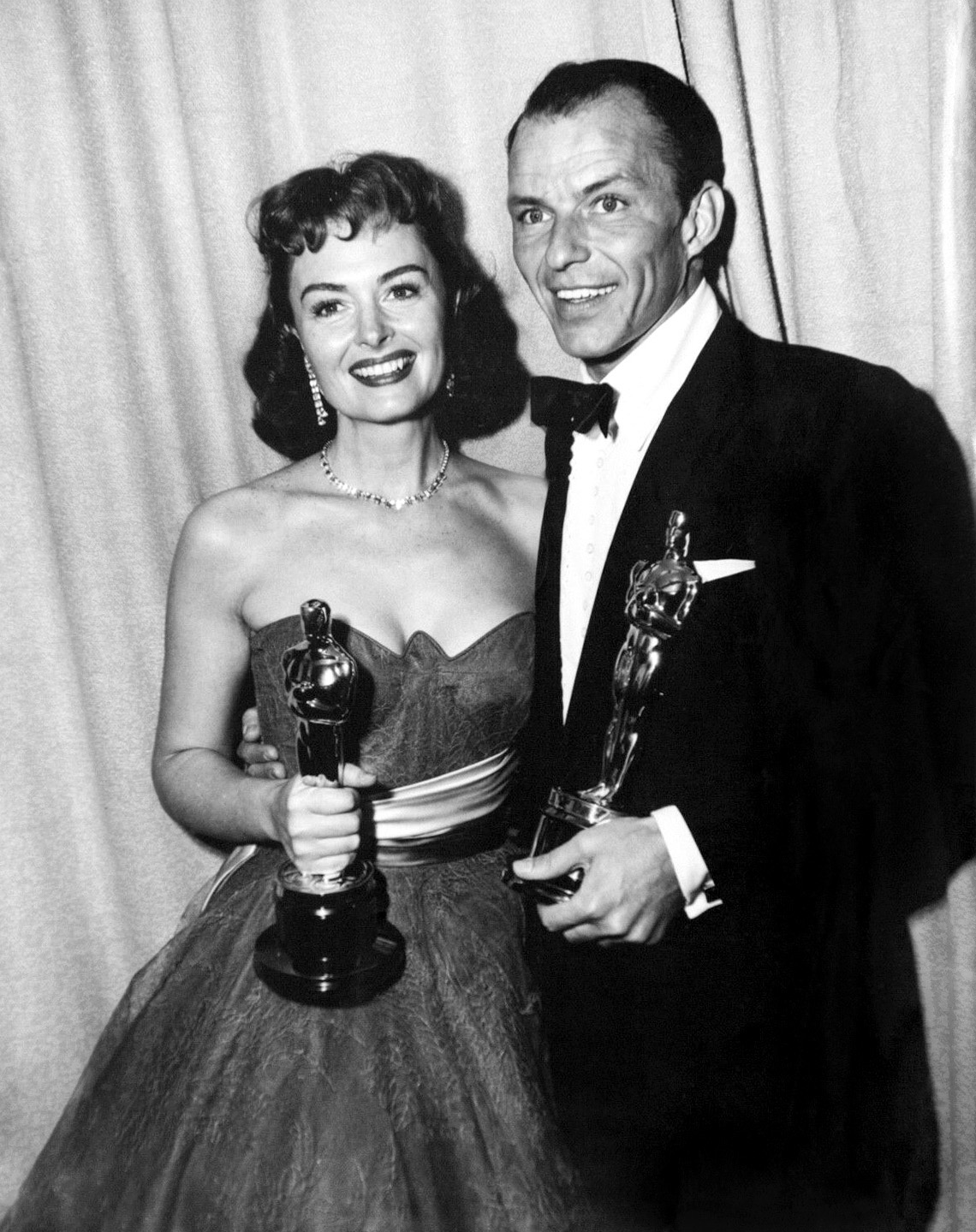
Donna Reed et Frank Sinatra avec leurs Oscars.

### Meilleur film
- Tant qu'il y aura des hommes (From Here to Eternity) - Buddy Adler pour Columbia Pictures
  - L'Homme des vallées perdues (Shane) - George Stevens pour Paramount Pictures
  - Jules César (Julius Caesar) - John Houseman pour Metro-Goldwyn Mayer
  - La Tunique (The Robe) - Frank Ross pour 20th Century Fox
  - Vacances romaines (Roman Holiday) - William Wyler pour Paramount Pictures

### Meilleur réalisateur
- Fred Zinnemann pour Tant qu'il y aura des hommes (From Here to Eternity)
  - Charles Walters pour Lili
  - William Wyler pour Vacances romaines (Roman Holiday)
  - George Stevens pour L'Homme des vallées perdues (Shane)
  - Billy Wilder pour Stalag 17

### Meilleur acteur
- William Holden pour le rôle de Sefton dans Stalag 17
  - Montgomery Clift pour le rôle du 2e classe Robert Lee Prewitt dans Tant qu'il y aura des hommes (From Here to Eternity)
  - Burt Lancaster pour le rôle du sergent-chef Milton Warden dans Tant qu'il y aura des hommes (From Here to Eternity)
  - Marlon Brando pour le rôle de Marc Antoine dans Jules César (Julius Caesar)
  - Richard Burton pour le rôle du tribun Marcellus Gallio dans La Tunique (The Robe)

### Meilleure actrice
- Audrey Hepburn pour le rôle de la princesse Anne dans Vacances romaines (Roman Holiday)
  - Leslie Caron pour le rôle de Lili Daurier dans Lili
  - Ava Gardner pour le rôle d'Eloise Kelly dans Mogambo
  - Deborah Kerr pour le rôle de Karen Holmes dans Tant qu'il y aura des hommes (From Here to Eternity)
  - Maggie McNamara pour le rôle de Patty O'Neill dans La Lune était bleue (The Moon Is Blue)

### Meilleur acteur dans un second rôle
- Frank Sinatra pour le rôle d'Angelo Maggio dans Tant qu'il y aura des hommes (From Here to Eternity)
  - Eddie Albert pour le rôle d'Irving Radovich dans Vacances romaines (Roman Holiday)
  - Brandon De Wilde pour le rôle de Joey Starret dans L'Homme des vallées perdues (Shane)
  - Jack Palance pour le rôle de Jack Wilson dans L'Homme des vallées perdues (Shane)
  - Robert Strauss pour le rôle de Stanislas Kasava dans Stalag 17

### Meilleure actrice dans un second rôle
- Donna Reed pour le rôle de Lorene / Alma dans Tant qu'il y aura des hommes (From Here to Eternity)
  - Geraldine Page pour le rôle d'Angie Lowe dans Hondo, l'homme du désert (Hondo)
  - Grace Kelly pour le rôle de Linda Nordley dans Mogambo
  - Thelma Ritter pour le rôle de Moe dans Le Port de la drogue (Pickup on South Street)
  - Marjorie Rambeau pour le rôle de Mme Stewart dans La Madone gitane (Torch Song)

### Meilleur scénario original
- Charles Brackett, Richard Breen et Walter Reisch pour Titanic
  - Betty Comden et Adolph Green pour Tous en scène (The Band Wagon)
  - Richard Murphy pour Les Rats du désert (The Desert Rats)
  - Sam Rolfe et Harold Jack Bloom pour L'Appât (The Naked Spur)
  - Millard Kaufman pour Sergent la Terreur (Take the High Ground!)

### Meilleur scénario adapté
- Daniel Taradash pour Tant qu'il y aura des hommes (From Here to Eternity), d'après le roman From Here to Eternity de James Jones
  - Eric Ambler pour La Mer cruelle (The Cruel Sea), d'après le roman The Cruel Sea de Nicholas Monsarrat
  - Helen Deutsch pour Lili, d'après le roman Love of Seven Dolls de Paul Gallico
  - Ian McLellan Hunter et John Dighton (en) pour Vacances romaines (Roman Holiday), d'après une histoire de Dalton Trumbo[1]
  - A.B. Guthrie Jr. pour L'Homme des vallées perdues (Shane), d'après le roman Shane de Jack Schaefer

### Meilleure histoire originale
- Dalton Trumbo[1] pour Vacances romaines (Roman Holiday)
  - Beirne Lay Jr. pour Le Grand Secret (Above and Beyond)
  - Alec Coppel pour Capitaine Paradis (The Captain's Paradise)
  - Ray Ashley, Morris Engel et Ruth Orkin pour Le Petit Fugitif (Little Fugitive)
  - Louis L'Amour pour Hondo, l'homme du désert (Hondo)[2]

### Meilleurs décors
Noir et blanc
- Jules César (Julius Caesar) – Directeurs artistiques : Cedric Gibbons et Edward C. Carfagno - Chefs décorateurs : Edwin B. Willis et Hugh Hunt
  - Martin Luther – Directeurs artistiques : Fritz Maurischat et Paul Markwitz
  - Le Général invincible (The President’s Lady) – Directeurs artistiques : Lyle Wheeler et Leland Fuller (en) - Chef décorateur : Paul S. Fox
  - Vacances romaines (Roman Holiday) – Directeurs artistiques : Hal Pereira et Walter H. Tyler
  - Titanic – Directeurs artistiques : Lyle Wheeler et Maurice Ransford - Chef décorateur : Stuart A. Reiss

Couleur
- La Tunique (The Robe) – Directeurs artistiques : Lyle Wheeler et George Davis - Chefs décorateurs : Walter M. Scott et Paul S. Fox
  - Les Chevaliers de la Table ronde (Knights of the Round Table) – Directeurs artistiques : Alfred Junge et Hans Peters - Chef décorateur : John Jarvis
  - Lili – Directeurs artistiques : Cedric Gibbons et Paul Groesse - Chefs décorateurs : Edwin B. Willis et Arthur Krams
  - Histoire de trois amours (The Story of Three Loves) – Directeurs artistiques : Cedric Gibbons, E. Preston Ames, Edward C. Carfagno et Gabriel Scognamillo - Chefs décorateurs : Edwin B. Willis, F. Keogh Gleason, Arthur Krams et Jack D. Moore
  - La Reine vierge (Young Bess) – Directeurs artistiques : Cedric Gibbons, Urie McCleary - Chefs décorateurs : Edwin B. Willis et Jack D. Moore

### Meilleurs costumes
Noir et blanc
- Edith Head pour Vacances romaines (Roman Holiday)
  - Walter Plunkett pour The Actress
  - Helen Rose et Herschel McCoy pour La Femme rêvée (Dream Wife)
  - Jean-Louis Berthault pour Tant qu'il y aura des hommes (From Here to Eternity)
  - Charles Le Maire et Renie Conley pour Le Général invincible (The President's Lady)

Couleur
- Charles Le Maire et Emile Santiago pour La Tunique (The Robe)
  - Mary Ann Nyberg (en) pour Tous en scène (The Band Wagon)
  - Irene Sharaff pour Appelez-moi Madame (Call Me Madam)
  - Charles Le Maire et William Travilla pour Comment épouser un millionnaire (How to Marry a Millionaire)
  - Walter Plunkett pour La Reine vierge (Young Bess)

### Meilleure photographie
Noir et blanc
- Burnett Guffey pour Tant qu'il y aura des hommes (From Here to Eternity)
  - Hal Mohr pour Le Ciel de lit (The Four Poster)
  - Joseph Ruttenberg pour Jules César (Julius Caesar)
  - Joseph C. Brun pour Martin Luther
  - Frank Planer, Henri Alekan pour Vacances romaines (Roman Holiday)

Couleur
- Loyal Griggs pour L'Homme des vallées perdues (Shane)
  - George Folsey pour La Perle noire (All the Brothers Were Valiant)
  - Edward Cronjager pour Tempête sous la mer (Beneath the 12-Mile Reef)
  - Robert Planck pour Lili
  - Leon Shamroy pour La Tunique (The Robe)

### Meilleur montage
- William A. Lyon pour Tant qu'il y aura des hommes (From Here to Eternity)
  - Cotton Warburton pour Crazylegs
  - Otto Ludwig pour La Lune était bleue (The Moon Is Blue)
  - Robert Swink pour Vacances romaines (Roman Holiday)
  - Everett Douglas pour La Guerre des mondes (The War of the Worlds)

### Meilleur son
- John P. Livadary (Columbia Studio Sound Department) pour Tant qu'il y aura des hommes (From Here to Eternity)
  - William A. Mueller (en) (Warner Bros. Studio Sound Department) pour La Blonde du Far-West (Calamity Jane)
  - A. W. Watkins (en) (MGM Studio Sound Department) pour Les Chevaliers de la Table ronde (Knights of the Round Table)
  - Leslie I. Carey (Universal-International Studio Sound Department) pour Le Gentilhomme de la Louisiane (The Mississippi Gambler)
  - Loren L. Ryder (Paramount Studio Sound Department) pour La Guerre des mondes (The War of the Worlds)

### Meilleure musique de film
Film dramatique ou comédie
- Bronislau Kaper pour Lili
  - Hugo Friedhofer pour Le Grand Secret (Above and Beyond)
  - Morris Stoloff et George Duning pour Tant qu'il y aura des hommes (From Here to Eternity)
  - Miklós Rózsa pour Jules César (Julius Caesar)
  - Louis Forbes pour Place au Cinérama (This Is Cinerama)

Film musical
- Alfred Newman pour Appelez-moi Madame (Call Me Madam)
  - Adolph Deutsch pour Tous en scène (The Band Wagon)
  - Ray Heindorf pour La Blonde du Far-West (Calamity Jane)
  - Frederick Hollander et Morris Stoloff pour Les 5 000 Doigts du Dr. T (The 5,000 Fingers of Dr. T)
  - Andre Previn et Saul Chaplin pour Embrasse-moi, chérie (Kiss Me Kate)

### Meilleure chanson
- Secret Love (en) dans La Blonde du Far-West (Calamity Jane) – Musique : Sammy Fain ; paroles : Paul Francis Webster
  - The Moon Is Blue dans La Lune était bleue (The Moon Is Blue) – Musique : Herschel Burke Gilbert ; paroles : Sylvia Fine
  - My Flaming Heart dans Le Joyeux Prisonnier (Small Town Girl) – Musique : Nicholas Brodszky ; paroles : Leo Robin
  - Sadie Thompson's Song (Blue Pacific Blues) dans La Belle du Pacifique (Miss Sadie Thompson) – Musique : Lester Lee ; paroles : Ned Washington
  - That's Amore dans Amour, Délices et Golf (The Caddy) – Musique : Harry Warren ; paroles : Jack Brooks

### Meilleur film documentaire
- Le Désert vivant (The Living Desert) de James Algar
  - La Conquête de l'Everest (The Conquest of Everest) de George Lowe
  - Une reine est couronnée (A Queen Is Crowned) de Christopher Fry

### Meilleurs effets spéciaux
- La Guerre des mondes (The War of the Worlds) de Byron Haskin

## Oscar du meilleur film en langue étrangère
non décerné cette année-là

### Meilleur court métrage en prises de vues réelles
Une bobine
- The Merry Wives of Windsor Overture produit par Johnny Green
  - Christ among the Primitives
  - Herring Hunt
  - Joy of Living
  - Wee Water Wonders

Deux bobines
- Au pays des ours (Bear Country) de James Algar
  - Franklin et moi (Ben and Me) de Hamilton Luske
  - Return to Glennascaul (en) de Hilton Edwards
  - Vesuvius Express de Otto Lang
  - Winter Paradise de John Jay

### Meilleur court métrage documentaire
- The Alaskan Eskimo de Alfred Milotte
  - The Living City
  - Operation Blue Jay
  - They Planted a Stone
  - The Word

### Meilleur court métrage d'animation
- Les Instruments de musique (Toot, Whistle, Plunk and Boom) de Ward Kimball et Charles A. Nichols
  - Christopher Crumpet de Robert Cannon
  - From A to Z-Z-Z-Z, série Looney Tunes, de Chuck Jones
  - Rugged Bear, série Donald Duck, de Jack Hannah
  - The Tell-Tale Heart de Ted Parmelee

## Oscars d'honneur
- Pete Smith (en)
- 20th Century-Fox
- Joseph I. Breen
- Bell & Howell

## Oscar en mémoire d'Irving Thalberg
- George Stevens

## Oscars scientifiques et techniques
Henri Chrétien, à l'origine du procédé Cinémascope, reçoit l'oscar du Mérite Scientifique et Technique, des mains de l'actrice Olivia de Haviland. 

## Statistiques

### Récompenses multiples
- 8 Oscars : Tant qu'il y aura des hommes
- 3 Oscars : Vacances romaines
- 2 Oscars : La Tunique

### Nominations multiples
- 13 nominations : Tant qu'il y aura des hommes
- 10 nominations : Vacances romaines
- 6 nominations : Lili, L'Homme des vallées perdues
- 5 nominations : Jules César, La Tunique
- 3 nominations : Tous en scène, La Lune était bleue, Stalag 17, La Blonde du Far-West, La Guerre des mondes
- 2 nominations : Le Grand Secret, Appelez-moi Madame, Les Chevaliers de la Table ronde, Martin Luther, Mogambo, Le Général invincible, Titanic, La Reine vierge